# Emilio Casares Rodicio
Emilio Francisco Casares Rodicio es un musicólogo español, catedrático, fundador y primer director del Instituto Complutense de Ciencias Musicales (ICCMU).
Estudió en la Universidad de Oviedo, donde se licenció en historia en 1971, y cinco años más tarde obtuvo el doctorado.
En cuanto al ámbito musical, realizó sus estudios en el Conservatorio de Oviedo y en el Real Conservatorio Superior de Música de Madrid; recibió el título superior de piano en 1970 y se tituló en armonía, contrapunto, fuga y composición.

## Etapa docente
En 1972 comienza su carrera docente como profesor en la Universidad de Oviedo, donde imparte las materias de historia del arte y de historia de la música. En 1982 accede a la primera cátedra de historia de la música existente en la universidad española y se realizan diversas tesis doctorales y memorias de licenciatura bajo su dirección; en este mismo año, la enseñanza de historia de la música obtiene un departamento universitario propio, también con su dirección. En 1984 se aprueba el Plan de Estudios de la especialidad de Musicología en la Universidad de Oviedo; será la primera vez que se imparta esta titulación en España, y la de 1985 sería la primera promoción.
Una vez instaurada esta especialidad en Oviedo, su dispersión por otras universidades españolas resulta relativamente más fácil. En la Universidad Complutense de Madrid comienza en el año 1997, donde en la actualidad sigue ejerciendo como catedrático.

## Investigación
Una vez doctorado, inicia investigaciones sobre temas de arte asturiano e investigaciones de índole musicológica, que realiza paralelamente. Se centra en la recuperación de algunas obras del patrimonio musical de la Catedral de Oviedo.
En 1978 y 1979 se centra más en el mundo contemporáneo, ya que fue becado en México para catalogar el Archivo Adolfo Salazar, lo que le llevó a profundizar en los problemas de la música española del siglo XX.
Durante la década de los 60 realiza la transcripción y edición del legado de Barbieri, realiza una biografía del mismo autor, publica y dirige trabajos sobre teatro musical español, realiza investigaciones sobre la música española en el siglo XIX y primera mitad del XX y dirige el Diccionario de la Música Española e Hispanoamericana, además de ofrecer congresos y participar en otras publicaciones.

## Organización
Desde la década de los 60, lleva a cabo una serie de actividades musicales, entre las que destacan la organización de diversos cursos de divulgación musical y los cursos de verano, de mayor nivel.
Crea y dirige las Semanas de la Música, inauguradas en mayo de 1975, que se transforman ocho años después en el Festival Internacional de Música y Danza de Asturias. También fue fundador, dentro del Servicio de Publicaciones de la Universidad de Oviedo, de la colección Ethos/Música, y de la Serie Académica, codirigida con Ángel Medina.
Así mismo, crea el Instituto Complutense de Ciencias Musicales (ICCMU), que está dedicado a la recuperación del patrimonio musical español y está adscrito a la Universidad Complutense de Madrid, en colaboración con la Sociedad General de Autores y Editores (SGAE), el Ministerio de Cultura y la Consejería de Educación y Cultura de la Comunidad de Madrid.

## Obras
- Música, León, Everest, 1976

- La música en el Barroco, Oviedo, 1977 (coautor)

- La música en la catedral de Oviedo, Oviedo, Universidad, 1980

- Cristóbal Halffter, Oviedo, 1980

- Biografías y documentos sobre música y músicos españoles (Legado Barbieri. vol. I), Madrid, Fundación Banco Exterior, 1986

- La música en la Generación del 27, Madrid, Ministerio de Cultura, 1987

- España en la música de Occidente, Madrid, 1987, 2 vol. (editor, director y colaborador)

- Documentos sobre música española y epistolario. (Legado Barbieri. vol. II), Madrid, Fundación Banco Exterior, 1988

- De Música Hispana et Aliis. Miscelánea en honor al Prof. Dr. José Lopez-Calo, S. J., 2 vol. Santiago de Compostela 1990 (Coord. y col.)

- Francisco Asenjo Barbieri. 1. El hombre y el creador, Madrid, Ed. ICCMU, 1994

- Francisco Asenjo Barbieri. 2. Escritos, ídem

- La música española en el siglo XIX, U. Oviedo, 1995

- La imagen de nuestros músicos. Del Siglo de Oro a la Edad de Plata, Madrid, Ed. Autor, 1997.

- (con A. Torrente): La ópera en España e Hispanoamérica, Madrid, ICCMU, 2001.

- La Revoltosa: Reedición de Ruperto Chapí en Edición crítica, 2006